# Arjan Pronk
Adrianus Johannes Antonius (Arjan) Pronk (Luttenberg, 1970) is een Nederlands muzikant. Hij speelde als basgitarist onder andere bij de The Prodigal Sons, 16Down en de Sallandse rockband Bökkers. In 2019 is hij zijn eigen soloproject begonnen onder de naam PRONK. Na debuutplaat ‘Party Music for Outsiders’ verscheen in 2022 het tweede album ‘Mayonaise’. Pronk is ook actief in de band ‘The Horse Company’.

## Carrière

### Muziek
Pronk speelde begin jaren 90 in Damaged Brain. Tevens was hij actief in The Prodigal Sons, totdat de band in 1996 uiteenviel. Hierna vormde Pronk samen met twee andere leden van The Prodigal Sons een nieuwe band: 16Down. Zij scoorden onder andere een top-40 hit met hun nummer 'Subtle Movements'.
Van 2013 tot 2021 speelde Pronk als bassist in Bökkers. Ze bemachtigden onder andere een plek in de NPO Radio 2 Top 2000 met Iederene hef een reden en Kold bloed.
Na zijn vertrek bij Bökkers begon Pronk onder zijn eigen naam muziek uit te brengen. In 2019 verscheen zijn eerste single, De Rock 'n Roll Dut De Rest. Tevens kwam zijn eerste album uit: Party Music for Outsiders.

## Discografie

### Solo
- Party Music for Outsiders (2019)
- Mayonaise (2022)

### Met Bökkers
- Morattamottamotta (2013)
- Humme (2014)
- Blixer Elixer (2015)
- Live & Knetterhard (2016) - livealbum
- Schorum uut de schiettent (2017)
- Leaven in de brouweri-je (2019)

### Met The Prodigal Sons
- In the Eye of a Stranger (1995)
- You Still Think (1996) - compilatiealbum

### Met 16Down
- Headrush (2001)
- Life in a Fishbowl (2003)
- F.L.O. (2008)

## Trivia
- Pronk was in 2020 wekelijks te zien in een programma van Philippe Geubels, Geubels en de Hollanders.
- Pronk begon halverwege 2020 met het schrijven van stukken. Deze stukken werden gepubliceerd op zijn website. Op 20 november 2021 werden die stukken gebundeld uitgebracht in Pronks debuutboek KIL.[4]